# Habiganj Sadar Upazila
Habiganj Sadar Upazila är ett underdistrikt i Bangladesh.   Det ligger i provinsen Sylhet, i den östra delen av landet, 130 km nordost om huvudstaden Dhaka.
Trakten runt Habiganj Sadar Upazila består till största delen av jordbruksmark. Runt Habiganj Sadar Upazila är det mycket tätbefolkat, med 1 463 invånare per kvadratkilometer.